# Avatar : De Feu et de Cendres
Pour les articles homonymes, voir Avatar.
Cet article concerne un film programmé pour 2025. Pour la franchise cinématographique, voir Avatar. Pour l'univers de fiction, voir univers de fiction d'Avatar.
Série Avatar
Avatar : La Voie de l'eau
(2022) Avatar 4
(2029)
Pour plus de détails, voir Fiche technique et Distribution.
Avatar : De Feu et de Cendres ou Avatar : Feu et Cendre au Québec (Avatar: Fire and Ash) est un film de science-fiction américain réalisé par James Cameron et dont la sortie est prévue en 2025. Il s'agit du troisième opus de la série de films se déroulant dans l'univers d’Avatar.

## Synopsis
La famille de Jake Sully et Neytiri est encore aux prises avec le chagrin causé par la mort de Neteyam. Ils rencontrent une nouvelle tribu Na'vi agressive, le Peuple des cendres, menée par la fougueuse Varang, tandis que le conflit sur Pandora s'intensifie.

## Fiche technique
Sauf indication contraire, les informations mentionnées dans cette section peuvent être confirmées par les bases de données cinématographiques IMDb et Allociné,  présentes dans la section « Liens externes ».
- Titre original : Avatar: Fire and Ash
- Titre français : Avatar : de Feu et de Cendres
- Titre québécois : Avatar : Feu et Cendre
- Réalisation : James Cameron
- Scénario : James Cameron, Josh Friedman, Rick Jaffa, Shane Salerno et Amanda Silver
- Musique : Simon Franglen
- Direction artistique : Robert Bavin, Alister Baxter, Steve Christensen, Sarah Delucchi, Luke Freeborn, Robert Andrew Johnson, Aashrita Kamath, Steven Light-Orr, Andy McLaren, Ben Milsom, Rudie Schaefer, Sam Storey et Ken Turner
- Décors : Dylan Cole, Vanessa Cole et Ben Procter
- Costumes : Deborah Lynn Scott
- Photographie : Russell Carpenter
- Son : Tony Johnson, Julian Howarth, Anthony Enns, Jamie Gambell, Ben Greaves
- Montage : David Brenner, James Cameron, Nicolas De Toth, John Refoua et Stephen E. Rivkin
- Production : James Cameron et Jon Landau
  - Production déléguée : Peter M. Tobyansen
- Sociétés de production : 20th Century Studios et Lightstorm Entertainment, en association avec TSG Entertainment
- Sociétés de distribution : Walt Disney Studios Motion Pictures (États-Unis) ; The Walt Disney Company France (France)
- Budget : 250 millions $[3]
- Pays de production :  États-Unis
- Langue originale : anglais
- Format : couleur — Cinéma numérique (X-OCN RAW)[4] — 2,39:1 — son DTS (DTS: X) / IMAX 6-Track / 12-Track Digital Sound / Auro 11.1 / Dolby Atmos
- Genre : science-fiction, action, aventure, fantastique
- Dates de sortie[5] : Dates sujettes à modification
  - France : 17 décembre 2025[6],[7],[8]
  - États-Unis : 19 décembre 2025[9]

## Distribution
- Sam Worthington : Jake Sully
- Zoe Saldaña : Neytiri
- Sigourney Weaver : Kiri / Dr Grace Augustine
- Britain Dalton : Lo'ak
- Jack Champion : Miles « Spider » Socorro
- Stephen Lang : colonel Miles Quaritch
- Cliff Curtis : Tonowari
- Kate Winslet : Ronal
- Bailey Bass : Tsireya
- Trinity Jo-Li Bliss (en) : Tuktirey « Tuk »
- Oona Chaplin : Varang
- David Thewlis : Peylak
- Michelle Yeoh : Dr Karina Mogue
- Giovanni Ribisi : Parker Selfridge
- Edie Falco : générale Frances Ardmore
- Joel David Moore : Dr Norm Spellman
- CCH Pounder : Mo'at
- Dileep Rao : Dr Max Patel
- Brendan Cowell (en) : Mick Scoresby
- Jemaine Clement : Dr Ian Garvin
- Matt Gerald : caporal Lyle Wainfleet
- Keston John : Va'ru

## Production

### Développement
En 2006, James Cameron a déclaré que si Avatar était un succès, il espérait faire deux suites au film.
En décembre 2009, il a été confirmé que les suites continueraient à suivre les personnages de Jake et Neytiri. Cameron a laissé entendre que les humains reviendraient en tant qu'antagonistes de l'histoire[réf. nécessaire].
En 2010, il a déclaré que le succès généralisé du film confirmait qu'il le ferait. Les suites étaient initialement prévues pour une sortie en décembre 2014 et 2015. Il a inclus certaines scènes dans le premier film pour de futures suites de l'histoire. Cameron a prévu de tourner les prochains épisodes à la suite l'un de l'autre et de commencer à travailler « une fois que l'histoire sera finalisée ».
En 2011, Cameron a fait part de son intention de filmer les suites à une fréquence d'images plus élevée que la norme industrielle de 24 images par seconde, afin d'ajouter un sens accru de la réalité.
En 2013, Cameron a annoncé que les suites seraient filmées en Nouvelle-Zélande, la capture des performances devant avoir lieu en 2014. Un accord avec le gouvernement néo-zélandais exigeait qu'au moins une première mondiale ait lieu à Wellington et qu'au moins 500 millions de dollars néo-zélandais (environ 410 millions de dollars américains au taux de change de décembre 2013) soient consacrés aux activités de production en Nouvelle-Zélande, y compris les tournages en prises de vues réelles et les effets visuels. Le gouvernement néo-zélandais a annoncé qu'il augmenterait son abattement fiscal de base pour la réalisation de films de 15 % à 20 %, avec 25 % disponibles pour les productions internationales dans certains cas et 40 % pour les productions néo-zélandaises (telles que définies par la section 18 de la loi de 1978 sur la Commission du film de Nouvelle-Zélande).
En février 2016, la production des suites devait commencer en avril 2016 en Nouvelle-Zélande. Le directeur de la photographie Russell Carpenter, qui a travaillé avec Cameron sur True Lies et Titanic, et le directeur artistique Aashrita Kamath, ont rejoint l'équipe pour les quatre suites,,. Kirk Krack, fondateur de Performance Freediving International, a travaillé comme entraîneur de plongée libre pour les acteurs et l'équipe pour les scènes sous-marines. Le 31 juillet 2017, il a été annoncé que le studio d'effets visuels Weta Digital, basé en Nouvelle-Zélande, avait commencé à travailler sur les suites d'Avatar.
Rick Jaffa et Amanda Silver ont été initialement annoncés comme les coscénaristes de Cameron ; il a été annoncé plus tard que Cameron, Jaffa, Silver, Josh Friedman et Shane Salerno ont pris part au processus d'écriture de toutes les suites avant d'être affectés à la finition des scénarios séparés, ce qui rend les crédits d'écriture éventuels peu clairs,,. Cependant, Josh Friedman a annoncé en novembre 2015, via son Twitter, qu'il avait coécrit le troisième film. En novembre 2022, Friedman a annoncé qu'il avait en fait coécrit le scénario du quatrième film.

### Écriture
James Cameron voulait explorer des « cultures différentes » de celles des deux premiers films Avatar en incluant le « peuple des cendres » - des versions enflammées des Na'vi. Il les a choisis pour ajouter « un autre angle » en tant qu'ennemis parce que Cameron avait précédemment pris les Na'vi du « bon côté » et les humains d'un autre. Jon Landau, producteur, a déclaré :
« Il y a de bons et de mauvais humains - la même chose du côté des Na'avi - mais souvent, les gens ne se considèrent pas comme mauvais. Quelle est la cause profonde de leur évolution vers ce que nous percevons comme mauvais ? Peut-être y a-t-il d'autres facteurs dont nous ne sommes pas conscients. »
Cameron a également déclaré que :
« La grande avancée [créative du film] sera tout simplement "une plus grande profondeur des personnages". Nous voyons de nouvelles cultures, de nouvelles créatures - tout ce que l'on attend d'un film Avatar, mais l'idée de ce cycle de films est de vivre avec ces gens et de faire un voyage épique avec eux. Je pense donc qu'il ne s'agit pas de se dire : "Nous allons vous montrer les meilleurs VFX jamais réalisés", mais de se plonger davantage dans le cœur et l'âme des personnages. Et il y a aussi de nouveaux personnages très intéressants qui arrivent. Il s'agit d'un voyage dans le temps. Il se déroulera dans le troisième, le quatrième et le cinquième film. Il s'agit d'un cycle épique. »
Champion a déclaré à propos de la lecture du scénario d'Avatar : De Feu et de Cendres :
« J'ai été très choqué par ce scénario. Il prend un virage à gauche, et ce n'est pas une mauvaise chose. On croit savoir où l'on va, mais une boule de démolition arrive. On se dit alors : "Oh wow, je n'aurais jamais cru que cela arriverait". On voit aussi plus de régions de Pandora et on découvre plus de cultures. Je pense que c'est encore mieux qu'Avatar 2. Collectivement, ils s'amélioreront tous les deux ».

### Tournage
Le tournage sur Avatar : La Voie de l'eau et sur Avatar : De Feu et de Cendres a commencé simultanément le 25 septembre 2017 à Manhattan Beach, en Californie.
Le 14 novembre 2018, James Cameron a annoncé que le tournage avec le principal casting de capture de performance avait été achevé. La plupart du tournage sur les deux prochaines suites (Avatar 4 et 5) commencera après l'achèvement de la post-production sur les deux premières suites (Avatar 2 et 3).
Le 17 mars 2020, Landau a annoncé que le tournage des suites d'Avatar en Nouvelle-Zélande avait été reporté pour une durée indéterminée en raison de la pandémie de COVID-19. Il a également confirmé que la production resterait à Los Angeles, mais que le travail sur les effets visuels se poursuivrait à Weta Digital à Wellington.
Début mai 2020, les protocoles de production en matière de santé et de sécurité ont été approuvés par le gouvernement néo-zélandais, ce qui a permis la reprise du tournage.
Le 31 mai, une partie de l'équipe d'Avatar, dont James Cameron, s'est vu accorder l'entrée en Nouvelle-Zélande en vertu d'une catégorie de visa spéciale pour les exemptions de frontière pour les étrangers jugés essentiels à un projet de « valeur économique significative ».
Le 1er juin 2020, Landau a publié une photo de lui-même et de Cameron montrant qu'ils étaient retournés en Nouvelle-Zélande pour la reprise du tournage. Après leur arrivée, les 55 membres de l'équipe qui s'étaient rendus en Nouvelle-Zélande ont commencé une période d'isolement de deux semaines supervisée par le gouvernement dans un hôtel de Wellington avant de reprendre le tournage. Cela ferait d'Avatar : La Voie de l'eau et Avatar : De Feu et de Cendres les premières grandes superproductions hollywoodiennes à reprendre la production après avoir reporté le tournage en raison de la pandémie.
En septembre 2020, Cameron a annoncé que 95% d'Avatar : De Feu et de Cendres avait été achevé.
Le tournage s'est achevé en décembre 2020.

En février 2024, James Cameron a donné les informations suivantes sur Avatar : De Feu et de Cendres :
« C'est à peu près fait. Nous tournons de nouvelles scènes sur le troisième film, ce qui permet de combler les 2 ou 3% restants, et nous avons également des reshoots en prises de vue réelles en juin, ce qui représente encore 2%. Nous avons environ un quart du quatrième film en boîte. Nous sommes en post-production sur le troisième film et nous nous occupons maintenant des effets visuels, ce qui représente un travail énorme. J'aurai besoin de chaque seconde d'ici là pour y parvenir. La technologie a atteint le point où elle correspond vraiment à ce dont nous avons besoin. Nous apportons de petites améliorations au fur et à mesure, mais nous y sommes. C'est pour cela que nous avons passé sept ans à construire et quatre ans à tourner les deux films ensemble. Il ne s'agit pas de technologie, mais de l'esprit et des yeux des artistes informaticiens. C'est un processus très, très créatif - c'est de l'art. Des milliers de personnes sont impliquées et dirigent l'orchestre pour que tout soit parfait en ce moment. »

## Sortie
La sortie d'Avatar : De Feu et de Cendres est prévue pour le 19 décembre 2025 aux Etats-Unis par Walt Disney Studios Motion Pictures. En France, sa sortie sur grand écran est prévue le 17 décembre 2025.
Comme son prédécesseur, le film a fait l'objet de multiples retards (cette fois-ci neuf retards) car l'équipe a pris plus de temps pour l'écriture, la pré-production et le processus des effets visuels. Il était initialement prévu pour décembre 2015, jusqu'à ce que Cameron repousse la sortie à 2016, 2017 et 2018.
En avril 2016, coïncidant avec le lancement de quatre suites d'Avatar, une nouvelle date de sortie de décembre 2020 a été annoncée.
L'année suivante, une nouvelle date de sortie du 17 décembre 2021 a été annoncée, avec les suites : Avatar 4 et 5 sortant respectivement le 20 décembre 2024 et le 19 décembre 2025. Cependant, à la suite de l'annonce en mai 2019 de trois nouveaux films Star Wars, les dates de sortie des suites ont été repoussées de deux ans, Avatar : De Feu et de Cendres, devant sortir le 22 décembre 2023. Cependant la date de sortie a de nouveau été reportée en raison de la pandémie de COVID-19 et, en août 2020, une nouvelle sortie a été annoncée pour le 20 décembre 2024. Un autre retard a été annoncé le 13 juin 2023, cette fois en raison de la grève de la Writers Guild of America de 2023, repoussant le film au 19 décembre 2025.
Avatar : De Feu et de Cendres et ses suites à venir seront diffusés en Dolby Vision.
En décembre 2022, peu après la sortie d'Avatar : La Voie de l'eau, il a été déclaré que le premier montage d'Avatar : De Feu et de Cendres durait neuf heures. Cameron a ensuite précisé que les neuf heures de matériel faisaient référence à Avatar : De Feu et de Cendres, Avatar 4 et Avatar 5, qui sont chacun des films de trois heures, soit un total de neuf heures. Il a révélé dans une interview accordée à 20 minutes que le film mettrait en scène un nouveau peuple Na'vi, appelé le « peuple des cendres », qui sera l'antagoniste du film.
James Cameron a annoncé lors de la D23 de 2024 le titre officiel d'Avatar 3: Fire and Ash (en français : De Feu et de Cendres ou Feu et Cendre au Québec), ainsi que quelques concepts arts juste après la mort du producteur Jon Landau.

## Suites
Avatar : De Feu et de Cendres est la deuxième des quatre suites prévues d'Avatar. Avatar 4 et Avatar 5, les troisième et quatrième suites, devraient suivre la sortie du troisième film. Bien que les deux dernières suites aient apparemment été mises en chantier, Cameron a déclaré lors d'une interview le 26 novembre 2017 : « Soyons réalistes, si Avatar 2 et 3 ne rapportent pas assez d'argent, il n'y aura pas de 4 et de 5 ». David Thewlis l'a ensuite confirmé en février 2018, déclarant « ils font 2 et 3, ils vont voir si les gens vont les voir, et ensuite ils feront 4 et 5 ». À l'inverse, Sigourney Weaver a déclaré en novembre 2018, alors que les deux premières suites avaient terminé les prises de vue, qu'elle était actuellement « occupée à faire Avatar 4 et 5 », ce que plusieurs médias ont interprété comme la confirmation que les deux dernières suites avaient commencé à être tournées.